# Brian John Marples
Brian John Marples (Hessle, 31 marzo 1907 – 1997) è stato uno zoologo inglese.

## Biografia
Frequentò l'Exeter College ad Oxford, dove si laureò nel 1929. Nel 1937 si trasferì in Nuova Zelanda, dove per oltre 30 anni si occupò di zoologia, in particolare di aracnologia, ornitologia e pinguini fossili.
Cofondatore della Società ornitologica neozelandese, gli si deve la classificazione di varie specie tra le quali Archaeospheniscus lopdelli, Archaeospheniscus lowei e Archaeospheniscus wimani.
| Marples è l'abbreviazione standard utilizzata per le specie animali descritte da Brian John Marples. Categoria:Taxa classificati da Brian John Marples |